# Vladimir Granat
Vladimir Vasiljevitj Granat (russisk: Владимир Васильевич Гранат, tr. Vladimir Vasiljevitj Granat; født 22. maj 1987 i Ulan-Ude, Sovjetunionen), er en russisk fodboldspiller (forsvarer). Han spiller for den russiske ligaklub Rubin Kazan, som han var været tilknyttet siden 2017. Han har tidligere repræsenteret blandt andet Spartak Moskva, Dynamo Moskva og FK Rostov.

## Landshold
Granat har (pr. juni 2018) spillet 12 kampe og scoret ét mål for Ruslands landshold. Han debuterede for holdet 6. december 2013 i en VM-kvalifikationskamp mod Luxembourg. Han repræsenterede sit land ved både EM 2012 i Polen/Ukraine, VM 2014 i Brasilien og VM 2018 på hjemmebane.